# 2006-os Eurovíziós Dalfesztivál
A 2006-os Eurovíziós Dalfesztivál volt az ötvenegyedik Eurovíziós Dalfesztivál, melynek Görögország fővárosa, Athén adott otthont. A helyszín az athéni Olimpiai Sportkomplexum volt.

## A verseny
A két adásból álló műsorfolyamot Magyarországon egyetlen televízióadó sem közvetítette. Az elődöntőt és a döntőt csak internetes közvetítésen lehetett figyelemmel kísérni. Ez volt sokáig az utolsó alkalom, hogy Magyarországon egyetlen adó sem közvetítette az Eurovíziós Dalfesztivál teljes egészét. Legközelebb 2021-ben fordult elő, hogy egyetlen televízió képernyőjén sem volt látható a verseny, és azóta egyik évben sem.
A verseny műsorvezetői Maria Menounos és Sakis Rouvas volt. Rouvas a 2004-es Eurovíziós Dalfesztiválon maga is képviselte Görögországot és a harmadik helyen végzett. A verseny mottója Érezd a ritmust! volt.
Az izlandi induló Silvía Night okozott konfliktust a próbák alatt. Az EBU már kizárással is fenyegette az izlandiakat, mert az énekesnő a próbák alatt folyamatos káromkodással fejezte ki nemtetszését, és a szabályokat megszegve a dal előadása közben is káromkodott. Silvía Night valójában csak egy kitalált figura volt, akit egy izlandi színésznő, Ágústa Eva Erlendsdóttir alakított, és a botrányos viselkedés is előre eltervezett volt. Ennek ellenére a próbákon és a versenyen is kifütyülte a görög közönség, akárcsak a litván dalt, melyet címe miatt – "Mi vagyunk az Eurovízió győztesei" – kritizáltak. Állítólag finnek egy bizonyos csoportja lobbizott az akkori elnöknél, Tarja Halonennél azért, hogy ne Lordi képviselje Finnországot a dalversenyen.

## A résztvevők
Először vett részt a versenyen Örményország, és az első ország lett, amely egyszerre nyitotta és zárta a versenyt, ugyanis az elődöntő első helye után a döntő fellépési sorrendjében az utolsó helyre sorsolták őket.
Nem vett részt ebben az évben Ausztria és Magyarország, illetve a határidő után lépett vissza Szerbia és Montenegró, miután az államszövetség két tagja nem tudott megegyezni a nemzeti döntőn, hogy szerb vagy montenegrói indulót válasszanak, így végül a visszalépés mellett döntöttek. Az EBU a helyzetre való tekintettel úgy döntött, hogy nem szab ki büntetést, csak a részvételi díj kifizetésére kötelezi őket. Emellett egyedülálló módon engedélyezték, hogy szavazzanak. Így először fordult elő, hogy egy nem részt vevő ország is szavazott.
Két olyan induló is volt, akik ekkor már Európa-szerte ismertek voltak: a spanyol Las Ketchup és a belga Kate Ryan is esélyesnek számított a verseny előtt, rossz szereplésük meglepetést okozott.
| Ország              | Műsorsugárzó       | Előadó                                  | Dal                          | Nyelv                        | Dalszerző(k)                                                  |
| ------------------- | ------------------ | --------------------------------------- | ---------------------------- | ---------------------------- | ------------------------------------------------------------- |
| Albánia             | RTSH               | Luiz Ejlli                              | Zjarr e ftohtë               | albán                        | Dr. Flori Klodian Qafoku                                      |
| Andorra             | RTVA               | Jenny                                   | Sense tu                     | katalán                      | Rafael Artesero Joan Antoni Rechi                             |
| Belgium             | VRT                | Kate Ryan                               | Je t’adore                   | angol                        | Niklas Bergwall Lisa Greene Niclas Kings Kate Ryan            |
| Bosznia-Hercegovina | BHRT               | Hari Mata Hari                          | Lejla                        | bosnyák                      | Dejan Ivanović Željko Joksimović Fahrudin Pecikoza            |
| Bulgária            | BNT                | Mariana Popova                          | Let Me Cry                   | angol                        | Elina Gavrilova Dani Milev                                    |
| Ciprus              | CyBC               | Annet Artani                            | Why Angels Cry               | angol                        | Peter Jánnakisz                                               |
| Dánia               | DR                 | Sidsel Ben Semmane                      | Twist of Love                | angol                        | Niels Drevsholt                                               |
| Egyesült Királyság  | BBC                | Daz Sampson                             | Teenage Life                 | angol                        | John Matthews Daz Sampson                                     |
| Észtország          | ETV                | Sandra Oxenryd                          | Through My Window            | angol                        | Jana Hallas Alar Kotkas Ilmar Laisaar Pearu Paulus            |
| Fehéroroszország    | BTRC               | Polina Smolova                          | Mum                          | angol                        | Andrej Kosztiugov Szergej Szuhomlin                           |
| Finnország          | Yle                | Lordi                                   | Hard Rock Hallelujah         | angol                        | Mr. Lordi                                                     |
| Franciaország       | France Télévisions | Virginie Pouchain                       | Il était temps               | francia                      | Corneille                                                     |
| Görögország         | ERT                | Anna Vissi                              | Everything                   | angol                        | Níkosz Karvélasz Ána Víszi                                    |
| Hollandia           | NOS                | Treble                                  | Amambanda                    | angol, mesterséges           | Treble                                                        |
| Horvátország        | HRT                | Severina                                | Moja štikla                  | horvát                       | Boris Novković Franjo Valentić Severina Vučković              |
| Írország            | RTÉ                | Brian Kennedy                           | Every Song Is a Cry for Love | angol                        | Brian Kennedy                                                 |
| Izland              | RÚV                | Silvía Night                            | Congratulations              | angol                        | Ágústa Eva Erlendsdóttir Þorvaldur Bjarni Þorvaldsson         |
| Izrael              | IBA                | Eddie Butler                            | Together We Are One          | angol, héber                 | Orly Burg Eddie Butler Osznat Tzvág                           |
| Lengyelország       | TVP                | Ich Troje                               | Follow My Heart              | angol, lengyel, német, orosz | André Franke William Lennox O-Jay Michał Wiśniewski           |
| Lettország          | LTV                | Cosmos                                  | I Hear Your Heart            | angol                        | Molly-Ann Leikin Guntars Račs Andris Sējāns Reinis Sējāns     |
| Litvánia            | LRT                | LT United                               | We Are the Winners           | angol                        | Viktoras Diawara Andrius Mamontovas Saulius Urbonavičius      |
| Macedónia           | MRT                | Elena Risteska                          | Ninanajna                    | angol, macedón               | Darko Dimitrov Rade Vrčakovski                                |
| Málta               | PBS                | Fabrizio Faniello                       | I Do                         | angol                        | Fabrizio Faniello Aldo Spiteri                                |
| Moldova             | TRM                | Arsenium, Natalia Gordienko & Connect-R | Loca                         | angol                        | Arsenie Toderaș                                               |
| Monaco              | TMC                | Séverine Ferrer                         | La Coco-Dance                | francia, tahiti              | Iren Bo J. Woodfeel                                           |
| Németország         | NDR                | Texas Lightning                         | No No Never                  | angol                        | Jane Comerford                                                |
| Norvégia            | NRK                | Christine Guldbrandsen                  | Alvedansen                   | norvég                       | Kjetil Fluge Christine Guldbrandsen Atle Halstensen           |
| Oroszország         | Pervij Kanal       | Dima Bilan                              | Never Let You Go             | angol                        | Irina Antonján Karen Kavalerján Alekszandr Lunyov             |
| Örményország        | AMPTV              | André                                   | Without Your Love            | angol                        | Catherine Bekian Armen Martiroszján                           |
| Portugália          | RTP                | Nonstop                                 | Coisas de nada               | portugál, angol              | José Manuel Afonso Elvis Veiguinha                            |
| Románia             | TVR                | Mihai Trăistariu                        | Tornerò                      | angol, olasz                 | Eduard Cîrcotã Mihaela Deac Cristian Hriscu                   |
| Spanyolország       | RTVE               | Las Ketchup                             | Un Bloody Mary               | spanyol                      | Manuel Ruiz Gómez "Queco"                                     |
| Svájc               | SRG SSR            | Six4One                                 | If We All Give a Little      | angol                        | Bernd Meinunger Ralph Siegel                                  |
| Svédország          | SVT                | Carola                                  | Invincible                   | angol                        | Thomas G:son Carola Häggkvist Bobby Ljunggren Henrik Wikström |
| Szlovénia           | RTVSLO             | Anžej Dežan                             | Mr. Nobody                   | angol                        | Matjaž Vlašič Urša Vlašič                                     |
| Törökország         | TRT                | Sibel Tüzün                             | Süper star                   | török                        | Sibel Tüzün                                                   |
| Ukrajna             | NTU                | Tina Karol                              | Show Me Your Love            | angol                        | Tyina Karol Mihajil Nekraszov Pavlo Silko                     |

### Visszatérő előadók
Több énekes is volt a mezőnyben, akik már korábban is versenyeztek. Másodszor vett részt a lengyel Ich Troje együttes, az izraeli Eddie Butler, illetve a máltai Fabrizio Faniello, aki 2001-ben kilencedik volt, ám ezúttal az utolsó helyen zárt. A hazai színeket képviselő Anna Vissi pedig 1980 és 1982 után már harmadszor csatlakozott a mezőnyhöz. Hozzá hasonlóan harmadszor versenyzett a svéd Carola Häggkvist, aki 1983-ban 3. volt, az 1991-es Eurovíziós Dalfesztiválon pedig diadalmaskodni tudott.
| Előadó                             | Ország        | Előző év(ek)                  |
| ---------------------------------- | ------------- | ----------------------------- |
| Ich Troje                          | Lengyelország | 2003                          |
| Eddie Butler                       | Izrael        | 1999 (Eden tagjaként)         |
| Fabrizio Faniello                  | Málta         | 2001                          |
| Viktoras Diawara (LT United tagja) | Litvánia      | 2001 (SKAMP tagja)            |
| Anna Vissi                         | Görögország   | 1980, 1982 (Ciprus színeiben) |
| Carola                             | Svédország    | 1983, 1991 (győztes)          |

## A szavazás
A szavazási rendszer megegyezett az 1980-as versenyen bevezetettel. Minden ország a kedvenc 10 dalára szavazott, melyek 1-8, 10 és 12 pontot kaptak. A szóvivők növekvő sorrendben hirdették ki a pontokat.
Először fordult elő, hogy a szavazás menetét egy korábban megtartott sorsolással döntötték el. A műsoridő csökkentése érdekében az országok szóvivői csak a 8, 10 és 12 pontot hirdették ki, a pontok egytől hétig automatikusan megjelentek a képernyőn. Ezt az eljárást azóta is alkalmazzák a dalversenyek döntőiben.
Finnország első győzelmét aratta. Az 1961-es Eurovíziós Dalfesztiválon debütáló ország rekordnak számító 45 évet várt erre. Korábban a legjobb helyezésük egy 6. hely volt 1973-ban.

## Elődöntő
| #  | Ország              | Előadó          | Dal                          | Helyezés | Pontszám |
| -- | ------------------- | --------------- | ---------------------------- | -------- | -------- |
| 01 | Örményország        | André           | Without Your Love            | 6.       | 150      |
| 02 | Bulgária            | Mariana Popova  | Let Me Cry                   | 17.      | 36       |
| 03 | Szlovénia           | Anžej Dežan     | Mr. Nobody                   | 16.      | 49       |
| 04 | Andorra             | Jenny           | Sense tu                     | 23.      | 8        |
| 05 | Fehéroroszország    | Polina Smolova  | Mum                          | 22.      | 10       |
| 06 | Albánia             | Luiz Ejlli      | Zjarr e ftohtë               | 14.      | 58       |
| 07 | Belgium             | Kate Ryan       | Je t’adore                   | 12.      | 69       |
| 08 | Írország            | Brian Kennedy   | Every Song Is a Cry for Love | 9.       | 79       |
| 09 | Ciprus              | Annet Artani    | Why Angels Cry               | 15.      | 57       |
| 10 | Monaco              | Séverine Ferrer | La Coco-Dance                | 21.      | 14       |
| 11 | Macedónia           | Elena Risteska  | Ninanajna                    | 10.      | 76       |
| 12 | Lengyelország       | Ich Troje       | Follow My Heart              | 11.      | 70       |
| 13 | Oroszország         | Dima Bilan      | Never Let You Go             | 3.       | 217      |
| 14 | Törökország         | Sibel Tüzün     | Süper star                   | 8.       | 91       |
| 15 | Ukrajna             | Tina Karol      | Show Me Your Love            | 7.       | 146      |
| 16 | Finnország          | Lordi           | Hard Rock Hallelujah         | 1.       | 292      |
| 17 | Hollandia           | Treble          | Amambanda                    | 20.      | 22       |
| 18 | Litvánia            | LT United       | We Are the Winners           | 5.       | 163      |
| 19 | Portugália          | Nonstop         | Coisas de nada               | 19.      | 26       |
| 20 | Svédország          | Carola          | Invincible                   | 4.       | 214      |
| 21 | Észtország          | Sandra Oxenryd  | Through My Window            | 18.      | 28       |
| 22 | Bosznia-Hercegovina | Hari Mata Hari  | Lejla                        | 2.       | 267      |
| 23 | Izland              | Silvía Night    | Congratulations              | 13.      | 62       |

### Ponttáblázat
| Narancs: Automatikus döntősök | Szavazók | Szavazók     | Szavazók | Szavazók  | Szavazók | Szavazók         | Szavazók | Szavazók | Szavazók | Szavazók            | Szavazók | Szavazók  | Szavazók      | Szavazók    | Szavazók    | Szavazók | Szavazók   | Szavazók  | Szavazók | Szavazók   | Szavazók   | Szavazók   | Szavazók            | Szavazók | Szavazók | Szavazók | Szavazók   | Szavazók     | Szavazók              | Szavazók | Szavazók | Szavazók | Szavazók           | Szavazók      | Szavazók    | Szavazók      | Szavazók | Szavazók | Szavazók    |
| Narancs: Automatikus döntősök | Össz     | Örményország | Bulgária | Szlovénia | Andorra  | Fehéroroszország | Albánia  | Belgium  | Írország | Ciprusi Köztársaság | Monaco   | Macedónia | Lengyelország | Oroszország | Törökország | Ukrajna  | Finnország | Hollandia | Litvánia | Portugália | Svédország | Észtország | Bosznia-Hercegovina | Izland   | Románia  | Dánia    | Lettország | Horvátország | Szerbia és Montenegró | Norvégia | Málta    | Svájc    | Egyesült Királyság | Franciaország | Németország | Spanyolország | Moldova  | Izrael   | Görögország |
| ----------------------------- | -------- | ------------ | -------- | --------- | -------- | ---------------- | -------- | -------- | -------- | ------------------- | -------- | --------- | ------------- | ----------- | ----------- | -------- | ---------- | --------- | -------- | ---------- | ---------- | ---------- | ------------------- | -------- | -------- | -------- | ---------- | ------------ | --------------------- | -------- | -------- | -------- | ------------------ | ------------- | ----------- | ------------- | -------- | -------- | ----------- |
| Örményország                  | 150      |              | 8        |           |          | 7                | 3        | 12       |          | 12                  |          |           | 3             | 12          | 10          | 7        |            | 12        |          |            | 3          |            |                     |          | 2        |          |            |              |                       |          |          | 3        | 3                  | 12            | 7           | 12            | 2        | 10       | 10          |
| Bulgária                      | 36       |              |          |           |          |                  | 8        |          |          | 8                   |          | 6         |               |             | 1           |          |            |           |          | 1          |            |            |                     |          |          |          |            |              |                       |          |          |          |                    | 4             |             | 5             |          |          | 3           |
| Szlovénia                     | 49       | 2            |          |           |          | 2                | 7        |          |          |                     | 3        | 3         |               |             |             | 2        | 1          |           |          |            |            |            | 7                   |          |          |          |            | 6            | 7                     |          | 5        |          |                    |               |             |               |          | 4        |             |
| Andorra                       | 8        |              |          |           |          |                  |          |          |          |                     |          |           |               |             |             |          |            |           |          |            |            |            |                     |          |          |          |            |              |                       |          |          |          |                    |               |             | 8             |          |          |             |
| Fehéroroszország              | 10       |              |          |           |          |                  |          |          |          |                     |          |           |               | 6           |             | 1        |            |           |          |            |            |            |                     |          |          |          |            |              |                       |          |          |          |                    |               |             |               | 3        |          |             |
| Albánia                       | 58       | 1            |          | 1         |          |                  |          |          |          |                     |          | 12        |               | 2           | 3           |          |            |           |          |            | 2          |            | 5                   |          |          |          |            | 7            |                       | 3        |          | 10       | 2                  |               | 3           |               |          |          | 7           |
| Belgium                       | 69       |              |          | 5         | 7        |                  |          |          | 5        | 1                   | 6        |           | 4             |             |             |          | 3          | 7         | 2        | 2          | 5          | 3          |                     | 4        |          | 3        |            |              |                       |          | 7        |          |                    | 3             |             | 2             |          |          |             |
| Írország                      | 79       |              |          | 3         |          |                  | 1        | 3        |          |                     | 7        |           | 2             | 1           |             |          | 4          | 3         | 4        | 4          | 1          | 6          |                     | 2        |          | 5        | 4          |              | 1                     | 6        | 6        | 2        | 8                  |               |             |               | 1        | 5        |             |
| Ciprus                        | 57       | 7            | 2        |           |          | 1                | 4        |          |          |                     | 10       |           |               |             |             | 3        |            |           |          |            |            |            |                     |          | 4        |          |            |              |                       |          | 4        | 1        | 7                  |               | 2           |               |          |          | 12          |
| Monaco                        | 14       |              |          |           | 3        |                  |          |          |          |                     |          |           | 1             |             |             |          |            |           |          |            |            | 2          |                     |          |          |          |            |              |                       |          |          |          |                    | 8             |             |               |          |          |             |
| Macedónia                     | 76       | 8            | 5        | 8         |          |                  | 12       |          |          |                     |          |           |               |             | 8           |          |            |           |          |            |            |            | 10                  |          | 1        |          |            | 8            | 10                    |          |          | 6        |                    |               |             |               |          |          |             |
| Lengyelország                 | 70       | 3            |          |           |          | 4                |          | 1        | 7        |                     |          |           |               | 5           |             | 10       |            | 2         | 8        |            |            |            |                     | 3        |          |          | 3          |              |                       | 2        | 1        |          | 1                  | 2             | 6           | 4             | 4        | 2        | 2           |
| Oroszország                   | 217      | 12           | 12       | 4         | 4        | 12               |          | 2        | 4        | 10                  |          | 5         | 8             |             | 4           | 12       | 6          | 1         | 12       | 7          | 7          | 10         | 4                   | 6        | 7        | 1        | 12         | 3            | 6                     | 4        | 8        |          |                    |               | 5           |               | 12       | 12       | 5           |
| Törökország                   | 91       |              | 1        |           |          |                  | 6        | 8        |          |                     |          | 8         |               |             |             |          |            | 10        |          |            |            |            | 12                  |          | 10       | 6        |            |              |                       | 1        |          | 8        |                    | 10            | 8           |               |          | 3        |             |
| Ukrajna                       | 146      | 10           | 3        | 2         | 6        | 10               |          |          | 3        | 6                   | 2        | 2         | 6             | 10          | 7           |          | 2          |           | 6        | 10         |            | 4          | 3                   | 5        | 8        |          | 6          | 2            | 5                     |          | 3        |          |                    |               |             | 3             | 10       | 8        | 4           |
| Finnország                    | 292      |              | 7        | 10        | 10       | 8                |          | 10       | 10       | 7                   |          | 7         | 12            | 8           | 6           | 6        |            | 6         | 10       | 8          | 12         | 12         | 8                   | 12       | 5        | 10       | 8          | 10           | 8                     | 8        | 10       | 5        | 12                 | 5             | 12          | 10            | 5        | 7        | 8           |
| Hollandia                     | 22       | 4            |          |           | 2        |                  | 2        | 4        |          | 3                   |          |           |               |             | 5           |          |            |           | 1        |            |            |            |                     | 1        |          |          |            |              |                       |          |          |          |                    |               |             |               |          |          |             |
| Litvánia                      | 163      |              | 6        | 6         | 5        | 6                |          | 7        | 12       | 4                   | 4        | 4         | 10            | 4           | 2           | 5        | 8          | 5         |          | 5          | 4          | 8          | 2                   | 8        | 3        | 4        | 10         | 5            | 3                     | 5        |          |          | 10                 |               | 1           |               | 6        |          | 1           |
| Portugália                    | 26       |              |          |           | 12       |                  |          |          |          |                     |          |           |               |             |             |          |            |           |          |            |            |            |                     |          |          |          |            |              |                       |          |          | 7        |                    | 7             |             |               |          |          |             |
| Svédország                    | 214      | 6            | 4        | 7         | 8        | 5                | 5        | 5        | 8        | 2                   | 8        | 1         | 7             | 3           |             | 4        | 10         | 4         | 5        | 12         |            | 7          | 6                   | 10       | 6        | 12       | 5          | 4            | 4                     | 10       | 12       | 4        | 6                  |               | 4           | 7             | 7        | 6        |             |
| Észtország                    | 28       |              |          |           |          |                  |          |          | 1        |                     | 5        |           |               |             |             |          | 5          |           |          |            | 8          |            |                     |          |          | 2        | 7          |              |                       |          |          |          |                    |               |             |               |          |          |             |
| Bosznia-Hercegovina           | 267      | 5            | 10       | 12        | 1        | 3                | 10       | 6        | 6        | 5                   | 12       | 10        | 5             | 7           | 12          | 8        | 12         | 8         | 3        | 6          | 10         | 1          |                     | 7        | 12       | 8        | 2          | 12           | 12                    | 12       | 2        | 12       | 4                  | 6             | 10          | 1             | 8        | 1        | 6           |
| Izland                        | 62       |              |          |           |          |                  |          |          | 2        |                     | 1        |           |               |             |             |          | 7          |           | 7        | 3          | 6          | 5          | 1                   |          |          | 7        | 1          | 1            | 2                     | 7        |          |          | 5                  | 1             |             | 6             |          |          |             |

A sorok a fellépés sorrendjében, az oszlopok előbb a fellépési sorrendben, majd a döntőbeli szavazás sorrendjében vannak rendezve.
Szerbia és Montenegró bár nem vett részt, engedélyt kapott az EBU-tól, hogy szavazzon.

## Döntő
A döntő 24 résztvevője:
- Az automatikusan döntős "Négy Nagy":  Egyesült Királyság,  Franciaország,  Németország,  Spanyolország
- A 2005-ös Eurovíziós Dalfesztivál első tíz helyezettje (A "Négy Nagy" kivételével)
- Az elődöntő első tíz helyezettje

| #  | Ország              | Előadó                                  | Dal                          | Helyezés | Pontszám |
| -- | ------------------- | --------------------------------------- | ---------------------------- | -------- | -------- |
| 01 | Svájc               | Six4One                                 | If We All Give a Little      | 16.      | 30       |
| 02 | Moldova             | Arsenium, Natalia Gordienko & Connect-R | Loca                         | 20.      | 22       |
| 03 | Izrael              | Eddie Butler                            | Together We Are One          | 23.      | 4        |
| 04 | Lettország          | Cosmos                                  | I Hear Your Heart            | 16.      | 30       |
| 05 | Norvégia            | Christine Guldbrandsen                  | Alvedansen                   | 14.      | 36       |
| 06 | Spanyolország       | Las Ketchup                             | Un Bloody Mary               | 21.      | 18       |
| 07 | Málta               | Fabrizio Faniello                       | I Do                         | 24.      | 1        |
| 08 | Németország         | Texas Lightning                         | No No Never                  | 14.      | 36       |
| 09 | Dánia               | Sidsel Ben Semmane                      | Twist of Love                | 18.      | 26       |
| 10 | Oroszország         | Dima Bilan                              | Never Let You Go             | 2.       | 248      |
| 11 | Macedónia           | Elena Risteska                          | Ninanajna                    | 12.      | 56       |
| 12 | Románia             | Mihai Trăistariu                        | Tornerò                      | 4.       | 172      |
| 13 | Bosznia-Hercegovina | Hari Mata Hari                          | Lejla                        | 3.       | 229      |
| 14 | Litvánia            | LT United                               | We Are the Winners           | 6.       | 162      |
| 15 | Egyesült Királyság  | Daz Sampson                             | Teenage Life                 | 19.      | 25       |
| 16 | Görögország         | Anna Vissi                              | Everything                   | 9.       | 128      |
| 17 | Finnország          | Lordi                                   | Hard Rock Hallelujah         | 1.       | 292      |
| 18 | Ukrajna             | Tina Karol                              | Show Me Your Love            | 7.       | 145      |
| 19 | Franciaország       | Virginie Pouchain                       | Il était temps               | 22.      | 5        |
| 20 | Horvátország        | Severina                                | Moja štikla                  | 12.      | 56       |
| 21 | Írország            | Brian Kennedy                           | Every Song Is a Cry for Love | 10.      | 93       |
| 22 | Svédország          | Carola                                  | Invincible                   | 5.       | 170      |
| 23 | Törökország         | Sibel Tüzün                             | Süper star                   | 11.      | 91       |
| 24 | Örményország        | André                                   | Without Your Love            | 8.       | 129      |

### Pontbejelentők
A szavazás a következő sorrendben történt. Szerbia és Montenegró bár nem vett részt, engedélyt kapott a szavazásra.
| 1. Szlovénia – Peter Poles 2. Andorra – Xavi Palma 3. Románia – Andreea Marin Bănică 4. Dánia – Jørgen de Mylius 5. Lettország – Mārtiņš Freimanis 6. Portugália – Cristina Alves 7. Svédország – Jovan Radomir 8. Finnország – Nina Tapio 9. Belgium – Yasmine 10. Horvátország – Mila Horvat 11. Szerbia és Montenegró – Jovana Janković 12. Norvégia – Ingvild Helljesen 13. Észtország – Evelin Samuel | 1. Írország – Eimear Quinn 2. Málta – Moira Delia 3. Litvánia – Lavija Šurnaitė 4. Ciprus – Constantinos Christoforou 5. Hollandia – Paul de Leeuw 6. Svájc – Jubaira Bachmann 7. Ukrajna – Igor Jurijovics Poszipajko 8. Oroszország – Jana Csurikova 9. Lengyelország – Maciej Orłoś 10. Egyesült Királyság – Fearne Cotton 11. Örményország – Gohár Gaszparján 12. Franciaország – Sophie Jovillard 13. Fehéroroszország – Corrianna | 1. Németország – Thomas Hermanns 2. Spanyolország – Sonia Ferrer 3. Moldova – Svetlana Cocoş 4. Bosznia-Hercegovina – Vesna Andree Zaimović 5. Izland – Ragnhildur Steinunn Jónsdóttir 6. Monaco – Églantine Éméyé 7. Izrael – Dana Herman 8. Albánia – Leon Menkshi 9. Görögország – Aléxisz Kosztálasz 10. Bulgária – Dragomir Szimeonov 11. Macedónia – Martin Vučić 12. Törökország – Meltem Ersan Yazgan |

A pontbejelentők közt ebben az évben is több korábbi résztvevő volt: a ciprusi Constantinos Christoforou (1996, 2002, 2005), az észt Evelin Samuel (Camille közreműködésében, 1999), az ír Eimear Quinn (1996 győztes), a lett Mārtiņš Freimanis (F.L.Y. tagjaként, 2003) és a macedón Martin Vučić (2005).

### Ponttáblázat
|                     | Szavazók | Szavazók | Szavazók | Szavazók   | Szavazók | Szavazók      | Szavazók | Szavazók    | Szavazók | Szavazók    | Szavazók  | Szavazók | Szavazók            | Szavazók | Szavazók           | Szavazók    | Szavazók   | Szavazók | Szavazók      | Szavazók     | Szavazók | Szavazók   | Szavazók    | Szavazók     | Szavazók  | Szavazók | Szavazók   | Szavazók | Szavazók              | Szavazók   | Szavazók            | Szavazók  | Szavazók      | Szavazók         | Szavazók | Szavazók | Szavazók | Szavazók | Szavazók |
| Össz                | Svájc    | Moldova  | Izrael   | Lettország | Norvégia | Spanyolország | Málta    | Németország | Dánia    | Oroszország | Macedónia | Románia  | Bosznia-Hercegovina | Litvánia | Egyesült Királyság | Görögország | Finnország | Ukrajna  | Franciaország | Horvátország | Írország | Svédország | Törökország | Örményország | Szlovénia | Andorra  | Portugália | Belgium  | Szerbia és Montenegró | Észtország | Ciprusi Köztársaság | Hollandia | Lengyelország | Fehéroroszország | Izland   | Monaco   | Albánia  | Bulgária |          |
| ------------------- | -------- | -------- | -------- | ---------- | -------- | ------------- | -------- | ----------- | -------- | ----------- | --------- | -------- | ------------------- | -------- | ------------------ | ----------- | ---------- | -------- | ------------- | ------------ | -------- | ---------- | ----------- | ------------ | --------- | -------- | ---------- | -------- | --------------------- | ---------- | ------------------- | --------- | ------------- | ---------------- | -------- | -------- | -------- | -------- | -------- |
| Svájc               | 30       |          |          | 4          |          |               |          | 12          |          |             |           |          |                     | 4        |                    |             |            |          |               |              |          |            |             |              |           |          |            | 1        |                       |            |                     | 3         |               |                  |          |          | 6        |          |          |
| Moldova             | 22       |          |          |            |          |               | 2        |             |          |             | 3         |          | 12                  |          |                    |             | 1          |          |               |              |          |            |             | 1            |           |          |            | 3        |                       |            |                     |           |               |                  |          |          |          |          |          |
| Izrael              | 4        |          |          |            |          |               |          |             |          |             |           |          |                     |          |                    |             |            |          |               | 4            |          |            |             |              |           |          |            |          |                       |            |                     |           |               |                  |          |          |          |          |          |
| Lettország          | 30       |          |          |            |          |               |          |             |          |             | 1         |          |                     |          | 8                  | 2           |            |          | 4             |              |          | 4          |             |              |           |          |            |          |                       |            | 3                   |           |               |                  |          |          | 8        |          |          |
| Norvégia            | 36       |          | 3        |            | 6        |               |          |             |          | 1           | 7         |          |                     |          |                    |             | 2          | 5        | 3             |              |          |            | 2           |              | 1         |          |            |          |                       |            |                     |           |               |                  | 1        | 4        | 1        |          |          |
| Spanyolország       | 18       |          |          |            |          |               |          |             |          |             |           |          |                     |          |                    |             |            |          |               |              |          |            |             |              |           |          | 12         |          |                       |            |                     |           |               |                  |          |          |          | 6        |          |
| Málta               | 1        |          |          |            |          |               |          |             |          |             |           |          |                     |          |                    |             |            |          |               |              |          |            |             |              |           |          |            |          |                       |            |                     |           |               |                  |          |          |          | 1        |          |
| Németország         | 36       | 7        |          |            | 3        | 1             | 5        |             |          | 3           |           |          |                     |          |                    | 5           |            |          |               |              |          | 3          |             |              |           |          |            |          | 1                     |            |                     |           | 3             |                  |          |          |          | 5        |          |
| Dánia               | 26       |          |          |            |          | 6             |          |             |          |             |           |          |                     |          |                    |             |            | 3        |               |              |          |            | 8           |              |           |          |            |          |                       |            | 1                   |           |               |                  |          | 8        |          |          |          |
| Oroszország         | 248      |          | 10       | 12         | 12       | 3             | 7        | 5           | 6        | 2           |           | 8        | 8                   | 6        | 12                 | 1           | 8          | 12       | 12            | 2            | 7        | 5          | 7           | 5            | 12        | 4        | 6          | 7        | 3                     | 5          | 10                  | 8         | 2             | 10               | 12       | 5        |          | 4        | 10       |
| Macedónia           | 56       | 4        |          |            |          |               |          |             |          |             |           |          |                     | 8        |                    |             |            |          |               |              | 8        |            |             | 6            | 7         | 6        |            |          |                       | 8          |                     |           |               |                  |          |          |          | 3        | 6        |
| Románia             | 172      | 1        | 12       | 10         | 2        | 4             | 12       | 10          | 5        | 6           | 4         | 2        |                     | 2        | 1                  | 6           | 7          | 6        | 1             | 7            | 5        | 6          | 6           | 3            | 4         | 5        | 3          | 10       | 2                     | 4          | 4                   | 10        |               | 3                | 3        | 2        |          | 2        | 2        |
| Bosznia-Hercegovina | 229      | 12       | 5        | 2          |          | 8             | 1        |             | 7        | 8           | 6         | 12       | 7                   |          | 4                  |             | 6          | 10       | 10            | 6            | 12       | 2          | 10          | 12           | 5         | 12       |            | 2        | 6                     | 12         |                     | 2         | 8             | 4                | 4        | 3        | 12       | 12       | 7        |
| Litvánia            | 162      |          | 4        | 3          | 10       | 5             | 4        | 1           | 1        | 7           | 5         | 3        |                     |          |                    | 10          | 4          | 8        | 5             |              | 6        | 12         | 3           |              |           | 3        | 7          | 4        | 4                     | 3          | 8                   | 4         | 6             | 8                | 6        | 10       | 7        |          | 1        |
| Egyesült Királyság  | 25       |          |          |            | 1        | 2             |          | 3           |          | 4           |           |          |                     |          |                    |             |            |          |               |              | 1        | 8          |             |              |           |          | 2          |          |                       |            | 2                   | 1         |               | 1                |          |          |          |          |          |
| Görögország         | 128      | 5        | 1        |            |          |               |          | 8           | 8        |             |           | 7        | 10                  | 1        | 3                  | 7           |            | 1        |               | 5            |          |            | 4           | 4            | 8         |          | 1          |          | 10                    | 6          |                     | 12        | 5             |                  | 2        |          |          | 8        | 12       |
| Finnország          | 292      | 8        | 6        | 7          | 8        | 12            | 10       | 7           | 10       | 12          | 8         | 6        | 4                   | 7        | 10                 | 12          | 12         |          | 7             | 8            | 10       | 10         | 12          | 7            |           | 8        | 10         | 6        | 8                     | 7          | 12                  | 5         | 7             | 12               | 7        | 12       |          |          | 5        |
| Ukrajna             | 145      |          | 8        | 6          | 5        |               | 3        | 2           |          |             | 10        | 5        | 3                   | 5        | 7                  |             | 5          | 2        |               |              | 4        | 1          | 1           | 8            | 10        | 2        | 5          | 12       |                       | 2          | 5                   | 6         | 1             | 6                | 10       | 6        | 2        |          | 3        |
| Franciaország       | 5        |          |          |            |          |               |          |             |          |             |           |          |                     |          |                    |             |            |          |               |              |          |            |             |              | 2         |          |            |          |                       |            |                     |           |               |                  |          |          | 3        |          |          |
| Horvátország        | 56       | 6        |          |            |          |               |          |             | 2        |             |           | 10       |                     | 12       |                    |             |            |          |               |              |          |            |             | 2            |           | 10       |            |          |                       | 10         |                     |           |               |                  |          |          | 4        |          |          |
| Írország            | 93       | 3        |          |            | 4        | 7             |          | 4           | 4        | 5           |           |          | 2                   |          | 6                  | 8           |            | 4        | 2             | 1            | 2        |            | 5           |              | 3         | 1        | 4          | 5        |                       |            | 6                   |           | 4             | 2                |          | 1        | 10       |          |          |
| Svédország          | 170      | 2        | 2        | 5          | 7        | 10            | 6        | 6           |          | 10          | 2         | 1        | 5                   | 3        | 5                  | 4           |            | 7        | 6             | 3            | 3        | 7          |             |              | 6         | 7        | 8          | 8        | 5                     | 1          | 7                   |           |               | 7                | 5        | 7        | 5        | 10       |          |
| Törökország         | 91       | 10       |          | 1          |          |               |          |             | 12       |             |           | 4        | 6                   | 10       |                    | 3           | 3          |          |               | 12           |          |            |             |              |           |          |            |          | 7                     |            |                     |           | 12            |                  |          |          |          | 7        | 4        |
| Örményország        | 129      |          | 7        | 8          |          |               | 8        |             | 3        |             | 12        |          | 1                   |          | 2                  |             | 10         |          | 8             | 10           |          |            |             | 10           |           |          |            |          | 12                    |            |                     | 7         | 10            | 5                | 8        |          |          |          | 8        |

A sorok a fellépés sorrendjében, az oszlopok előbb a fellépés, majd a szavazás sorrendjében vannak rendezve.

### 12 pontos országok

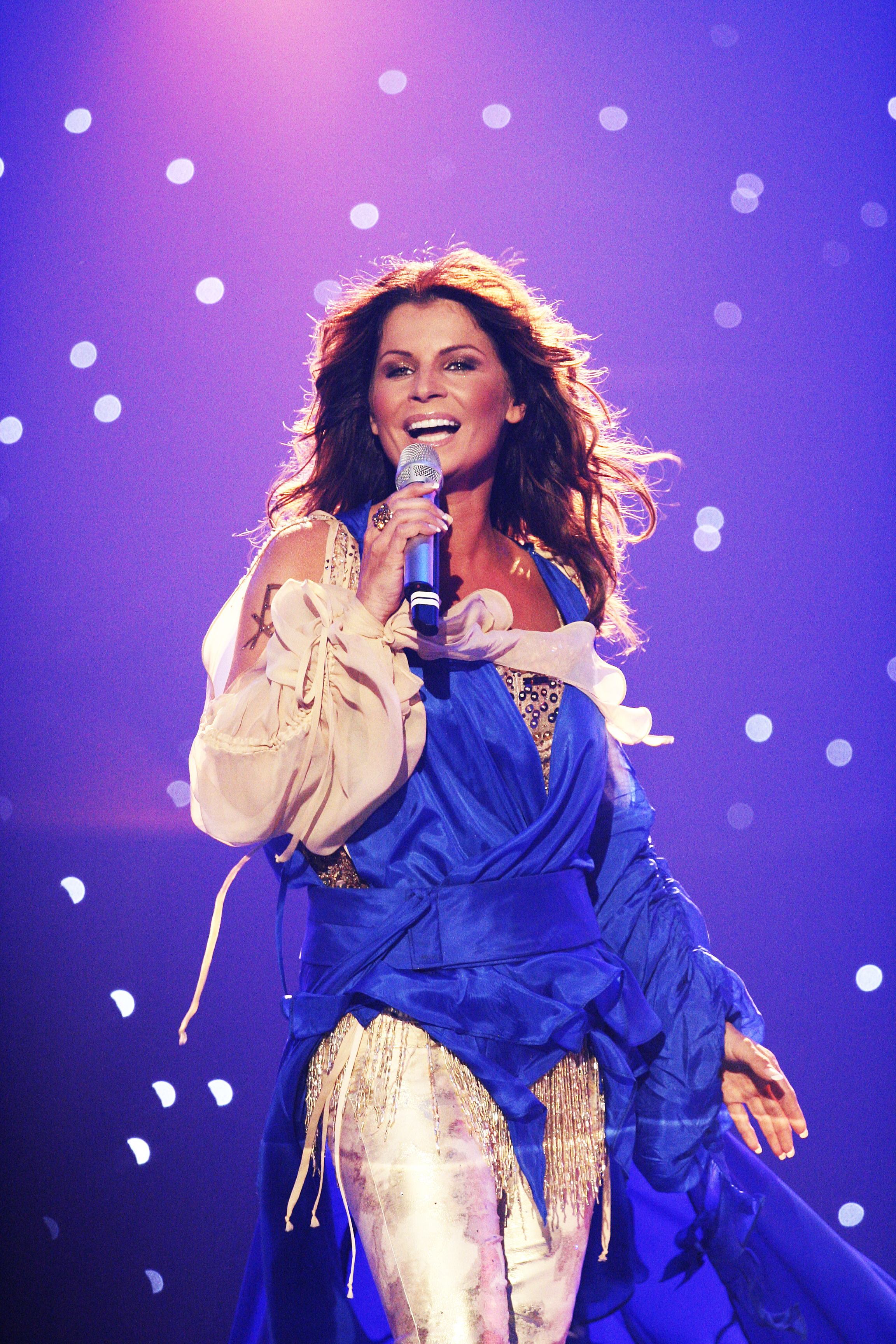
Carola a döntőben

Az alábbi országok kaptak 12 pontot a döntőben:
| Darab | Jutalmazott ország  | Szavazó ország                                                                                  |
| ----- | ------------------- | ----------------------------------------------------------------------------------------------- |
| 8     | Bosznia-Hercegovina | Albánia, Macedónia, Horvátország, Monaco, Svájc, Szerbia és Montenegró, Szlovénia, Törökország  |
| 8     | Finnország          | Dánia, Egyesült Királyság, Észtország, Görögország, Izland, Lengyelország, Norvégia, Svédország |
| 7     | Oroszország         | Fehéroroszország, Finnország, Izrael, Lettország, Litvánia, Örményország, Ukrajna               |
| 3     | Törökország         | Franciaország, Hollandia, Németország                                                           |
| 2     | Görögország         | Bulgária, Ciprus                                                                                |
| 2     | Örményország        | Belgium, Oroszország                                                                            |
| 2     | Románia             | Moldova, Spanyolország                                                                          |
| 1     | Horvátország        | Bosznia-Hercegovina                                                                             |
| 1     | Litvánia            | Írország                                                                                        |
| 1     | Moldova             | Románia                                                                                         |
| 1     | Spanyolország       | Andorra                                                                                         |
| 1     | Svájc               | Málta                                                                                           |
| 1     | Ukrajna             | Portugália                                                                                      |
| 0     | Dánia               |                                                                                                 |
| 0     | Egyesült Királyság  |                                                                                                 |
| 0     | Macedónia           |                                                                                                 |
| 0     | Franciaország       |                                                                                                 |
| 0     | Írország            |                                                                                                 |
| 0     | Izrael              |                                                                                                 |
| 0     | Lettország          |                                                                                                 |
| 0     | Málta               |                                                                                                 |
| 0     | Németország         |                                                                                                 |
| 0     | Norvégia            |                                                                                                 |
| 0     | Svédország          |                                                                                                 |

A huszonnégy döntős ország közül tizenhárom (54%) kapott minimum egyszer tizenkét pontot, és tizenegy (46%) maradt legmagasabb pontszám nélkül.

## Térkép

A döntő résztvevői
Az elődöntőben kiesett országok
Országok, melyek korábban részt vettek, de ebben az évben nem